# 男男色情

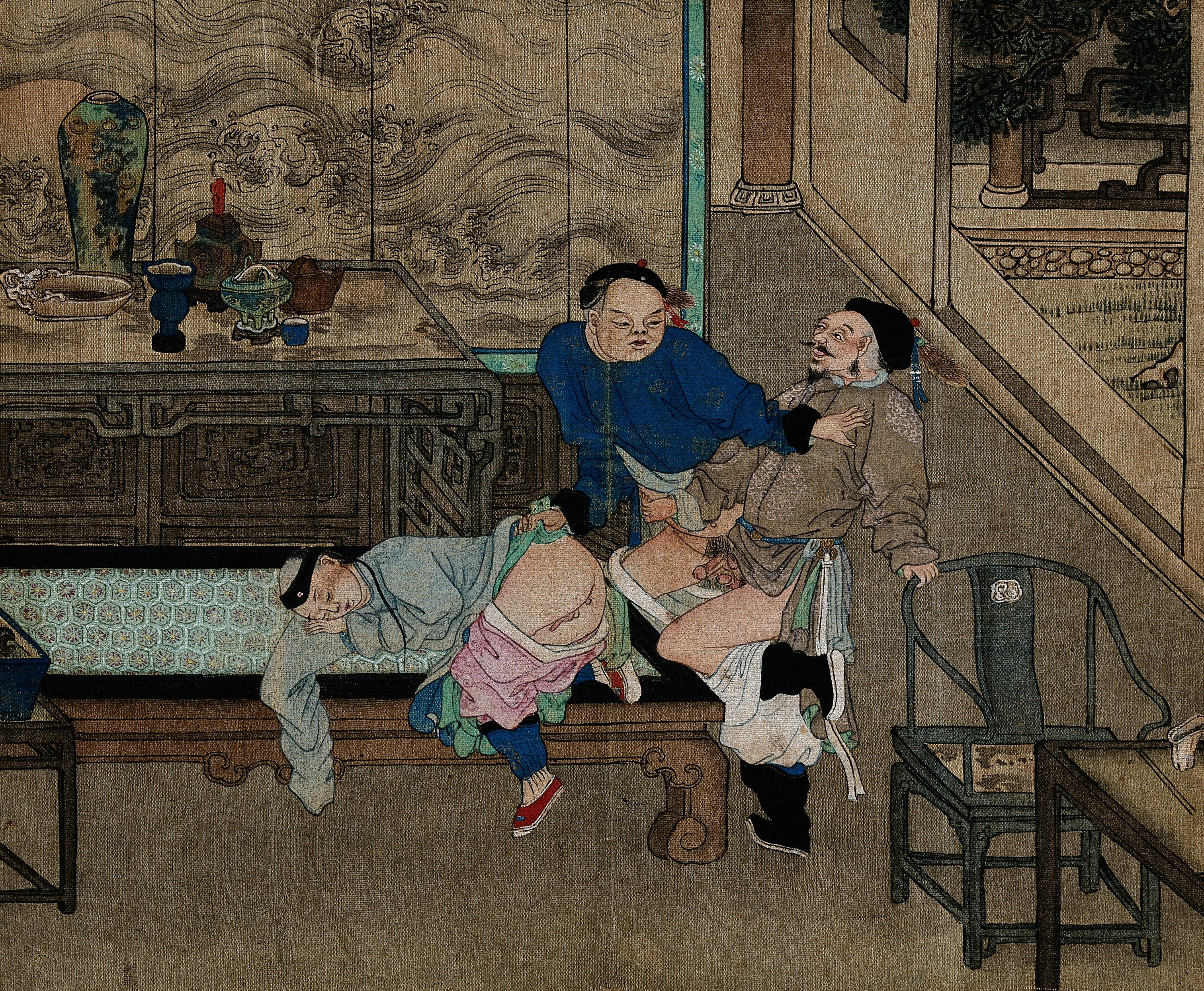
中國古代描繪男男色情內容的春宮圖

男男色情，是指通过文字、视觉、语言描绘或表现男性裸体、男性性器官、男男性行为等，与男同性恋者有关的性形象，使观赏的男性向者（包括男同性恋者与女异性恋者）、双性向者产生性兴趣、性兴奋的事物。包括小说、杂志、雕刻、玩具、绘画、漫画、动画、游戏、舞蹈、音乐、音画、錄音、聲劇、摄影、视频、直播、综艺、剧集、电影等。

## 日本ACG相关用语

### Bara
“Bara”（日语：薔薇／ばら）或“Men’s love ”（メンズラブ），是指為男同性戀观赏者所創作，以男男色情為題材的小說、漫畫、动画等男性视角作品的俗稱。语源于日本著名同志色情杂志《蔷薇族》。

### Yaoi
“Yaoi”（日语：やおい），是指為腐女观赏者所創作，以男男色情為題材的小說、漫畫、动画等女性视角作品的俗稱，通常指有描寫性愛的色情、二次創作作品。